# Clinodiplosis obscura
Clinodiplosis obscura är en tvåvingeart som först beskrevs av Ephraim Porter Felt 1908.  Clinodiplosis obscura ingår i släktet Clinodiplosis och familjen gallmyggor. Inga underarter finns listade i Catalogue of Life.